# Michel Ternest
Michel Ternest (6 augustus 1991) is een Belgische voetballer die momenteel bij Racing Lauwe speelt. Eerder heeft hij nog gespeeld voor SV Roeselare. 
Op 16-jarige leeftijd beleefde hij zijn hoogtepunt toen hij mocht inkomen op Jan Breydel. Hij keerde terug om het seizoen 2011-2012 terug aan te vatten bij zijn club van oorsprong SV Roeselare maar werd terug uitgeleend. Tijdens het seizoen 2017-2018 speelde hij voor Vlamertinge.